# Hindenburgplatz (Hildesheim)
Der Hindenburgplatz (kurz: PvH) ist ein zentraler Platz in Hildesheim. Er ist nach Paul von Hindenburg benannt, von 1925 bis zu seinem Tod Anfang August 1934 Reichspräsident im Deutschen Reich der Weimarer Republik sowie in der Anfangszeit des nationalsozialistischen Deutschen Reiches.

## Name
Das Areal vor dem Friesentor der Altstadt war ursprünglich Teil eines Festungsgeländes. Im Jahre 1834 bekam es zunächst den Namen Paradeplatz und 1933 Paul-von-Hindenburg-Platz. Der Name wurde bereits 1950 auf Hindenburgplatz verkürzt. Die Namensgebung ist seit Jahren umstritten; Burkhard Hohls (SPD) spricht sich für eine Umbenennung aus, Nikolaus Schramm (FDP) gilt als Gegner und spricht von „einseitiger Erinnerungspolitik“. Im täglichen Sprachgebrauch ist fast ausschließlich die Abkürzung PvH üblich.

## Lage und Beschreibung

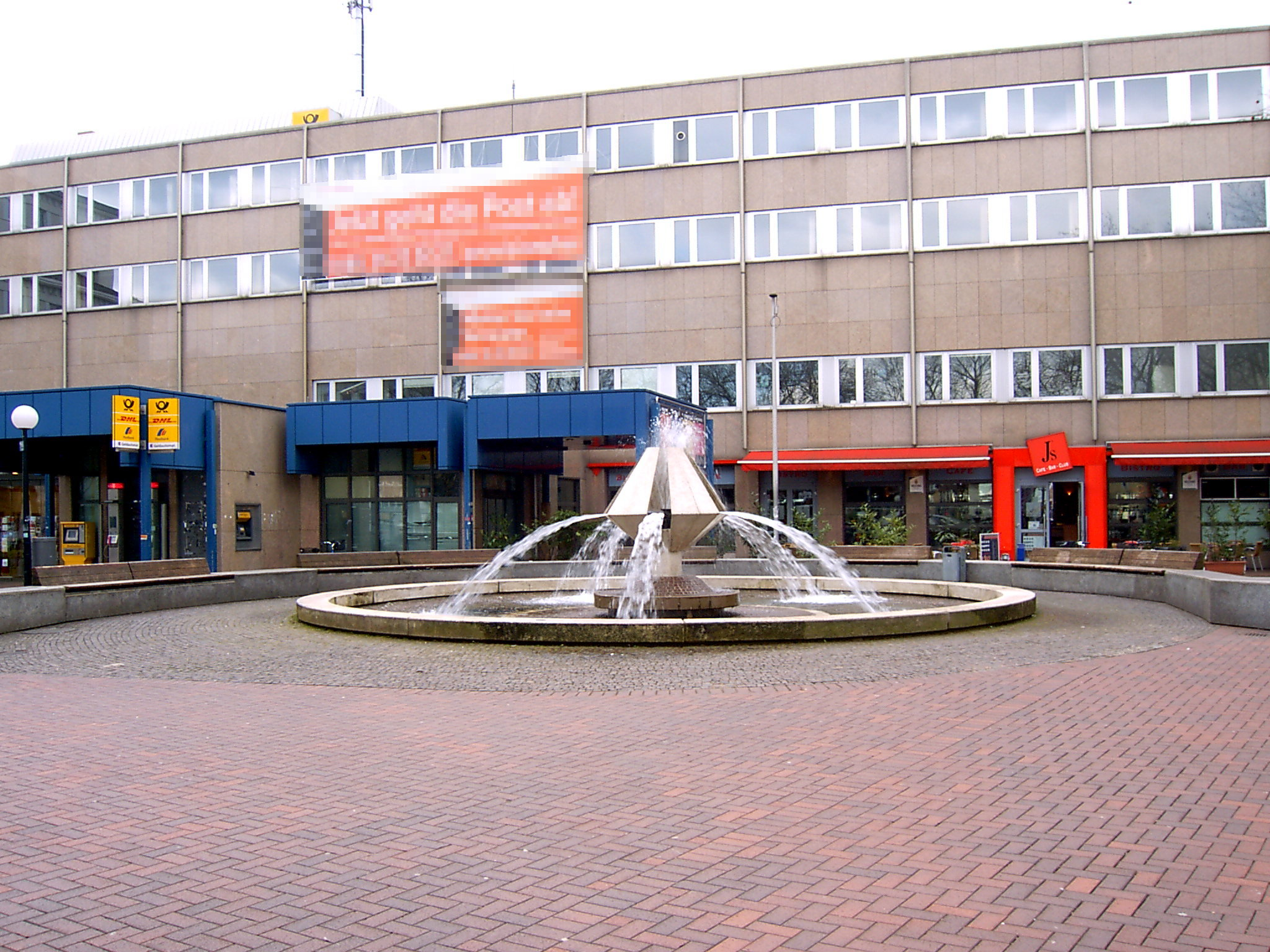
Der Rosenbrunnen auf dem PvH

An der Ostseite des Platzes steht das Gebäude der Industrie- und Handelskammer Hannover-Hildesheim, in dem auch das Studienzentrum Hildesheim der FernUniversität in Hagen untergebracht ist. Im Gebäudekomplex an der Südseite befinden sich unter anderem eine Filiale der Deutschen Post AG, ein Hotel (in diesem Gebäude war früher das Kino Camera) und mehrere Gastronomiebetriebe. Ein Durchgang zur Küsthardtstraße verbindet den Hindenburgplatz auf dieser Seite mit dem Neustädter Markt. Im Norden liegt die Kreuzung der Hauptverkehrsstraßen Wollenweberstraße, Schuhstraße, Zingel und Goslarsche Straße. Postalisch gehören auch die Gebiete jenseits der Wollenweberstraße im Westen und der Goslarschen Straße im Norden noch zum Hindenburgplatz. Am Hindenburgplatz hat auch das Staatliche Gewerbeaufsichtsamt Hildesheim seinen Sitz. Den optischen Mittelpunkt bildet der von den Harzwasserwerken 1978 anlässlich ihres 50-jährigen Bestehens gestiftete Rosenbrunnen. Die stilisierte Rose aus Beton soll den Tausendjährigen Rosenstock symbolisieren.

## Videoüberwachung
Trotz Bürgerprotesten wurden im Jahr 2009 Kameras zur Videoüberwachung des Hindenburgplatzes und dessen Umgebung in Betrieb genommen. Alle Kameras sind schwenkbar und verfügen über eine Zoomfunktion. Der Betrieb der Kameras liegt im Zuständigkeitsbereich der Polizeidirektion Göttingen.